# Acorus
Acorus is een klein genus van hooguit een half dozijn soorten. In Nederland komt slechts één soort voor: kalmoes (Acorus calamus). De soorten komen oorspronkelijk voor in Azië en Noord-Amerika, maar thans ook in Europa.
Onder het Cronquist-systeem (1981) werd het geslacht ingedeeld in de aronskelkfamilie Araceae, in de subklase Liliopsida. Volgens het APG II-systeem (2003) vormt het genus een eigen familie en een eigen orde. APG II plaatst het als basaal taxon in de monocots: in de 23e druk van de Heukels wordt deze naam vertaald als "eenzaadlobbigen".

## Soorten
- Acorus calamus L. - Kalmoes
- Acorus gramineus Aiton